# Мене це не стосується (фільм, 1976)
«Мене це не стосується» (рос. «Меня это не касается») — російський радянський художній фільм 1976 року режисера Герберта Раппапорта.

## Сюжет
В автомобільній катастрофі загинув директор ткацької фабрики. Обставини його смерті дають підставу зайнятися перевіркою фабричної документації, для чого з Москви під виглядом науковця приїжджає слідчий…

## У ролях
- Олександр Збруєв
- Ірина Понаровська
- Юрій Демич
- Бруно Фрейндліх
- Борис Іванов
- Людмила Ариніна
- Олександр Анісімов
- Іван Дмитрієв
- Павло Панков
- Георгій Штиль
- Євген Покрамовіч
- Михайло Постніков
- Галина Короткевич
- Аркадій Волгін
- Петро Шелохонов
- Геннадій Нілов

## Творча група
- Сценарій: Едгар Дубровський, Герберт Раппапорт
- Режисер: Герберт Раппапорт
- Оператор: Олександр Чиров
- Композитор: Олександр Мнацаканян